# Stingrocknebulosan
Stingrocknebulosan (med centralstjärnan Hen 3-1357) är den yngsta planetariska nebulosa astronomerna upptäckt. Nebulosan är belägen inom stjärnbilden Altaret och ligger 18 000 ljusår (5 600 parsec) från jorden. Även om den är cirka 130 gånger större än solsystemet, är Stingrockenebulosan bara ungefär en tiondel så stor som de flesta andra kända planetariska nebulosor. Nebulosans centralstjärna är den snabbt utvecklande stjärnan SAO 244567. Fram till början av 1970-talet observerades den på jorden som en förplanetär nebulosa där gasen ännu inte hade blivit varm och joniserad.
Bilden av nebulosan visar hur de äldre yttre gashöljena fungerar som en kollimator för det senare gasutflödet från centralstjärnan – en viktig observation, eftersom denna process inte har blivit väl förstådd.

## Observationshistorik
Före upptäckten av nebulosan hade centralstjärnan namnet He3-1357, och klassificerades 1967 av den amerikanske astronomen och astronauten Karl G. Henize som en stjärna av spektraltyp A eller B, med emissionslinjer. 1971 observerades nebulosan, som då fortfarande bara var en protoplanetär nebulosa där gasen inte hunnit bli varm och joniserad.  1989 upptäcktes emissionslinjer hos stjärnan som gjorde det klart att den blivit en planetarisk nebulosa. Eftersom den var nybildad gick den än så länge inte att observera med jordbundna teleskop. Med hjälp av Hubbleteleskopet observerades den 1994 och fick då namnet "Stingray Nebula" –  Stingrocknebulosan.
År 1993 undersökte M. Parthasarathy et al. historiken över mätningar av centralstjärnans ljusstyrka och drog slutsatsen att den avtog i det optiska området av spektrumet. Den fick sin variabelbeteckning, V839 Arae, år 1997.

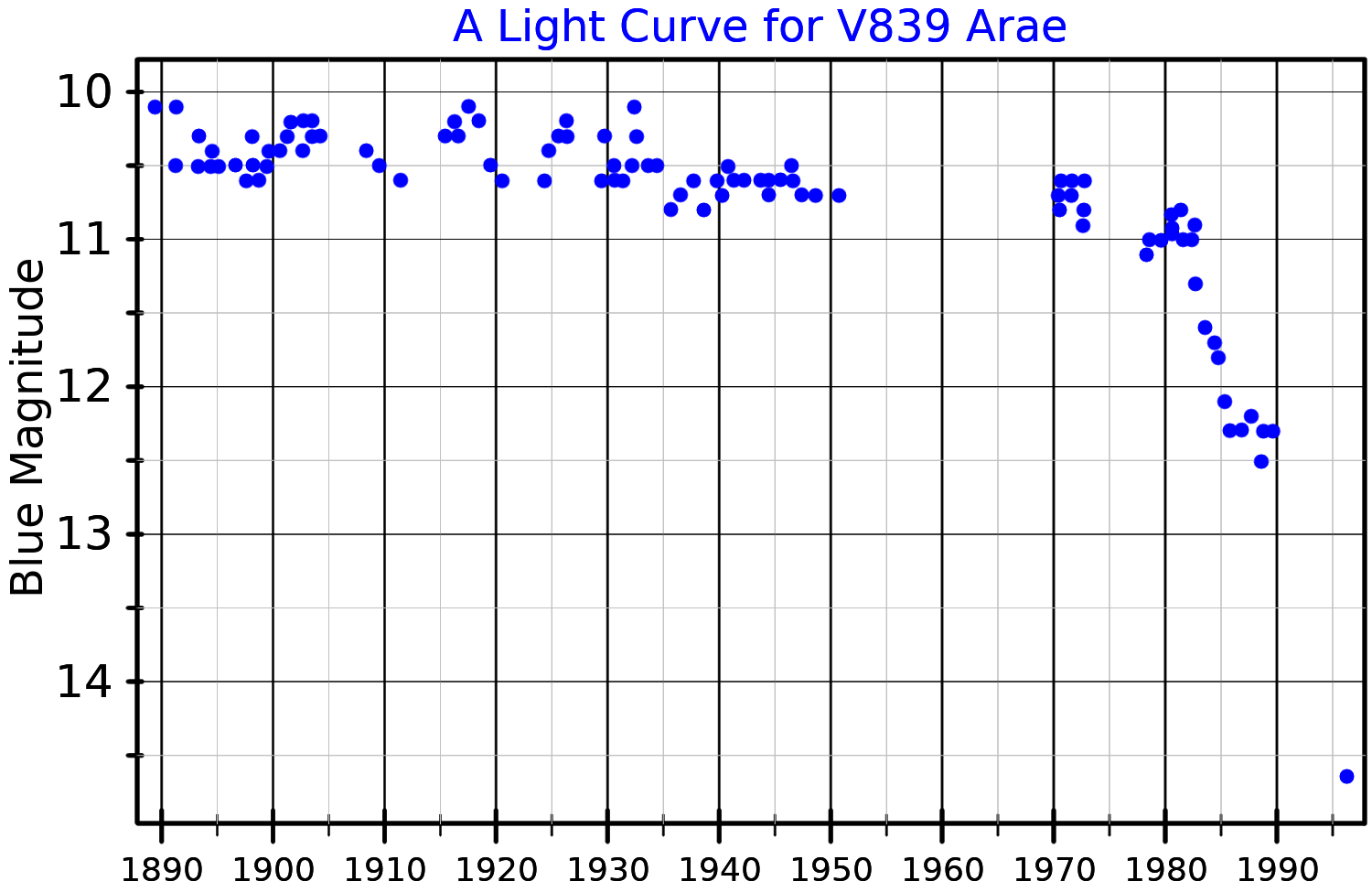
Ljuskurva i blå bandet för V839 Arae (centralstjärnan i Stingrockenebulosan) anpassad från Schaefer och Edwards (2015)

År 1995 observerades den centrala kärnan av den planetariska nebulosan som en vit dvärg av spektraltyp DA, efter att till synes ha bleknat med en faktor tre mellan 1987 och 1995. Den vita dvärgen har en uppskattad massa på 0,6 solmassa och en luminositet på 3 000 gånger solens och har en observerad följeslagare separerad med 0,3 bågsekund. Nebulosans massa uppskattas till 0,015 solmassa.
År 1998 beskrev Bobrowsky et al. hur observationer med Hubbleteleskopet visade en följeslagare med magnitud 17 till nebulosans centralstjärna med magnitud 15.
Centralstjärnan är ovanlig eftersom den har blivit ljusare och bleknat under en period av 20 år (2016). Dess temperatur steg med 40 000 °C. En förklaring till detta är att den kan ha genomgått en heliumblixt.

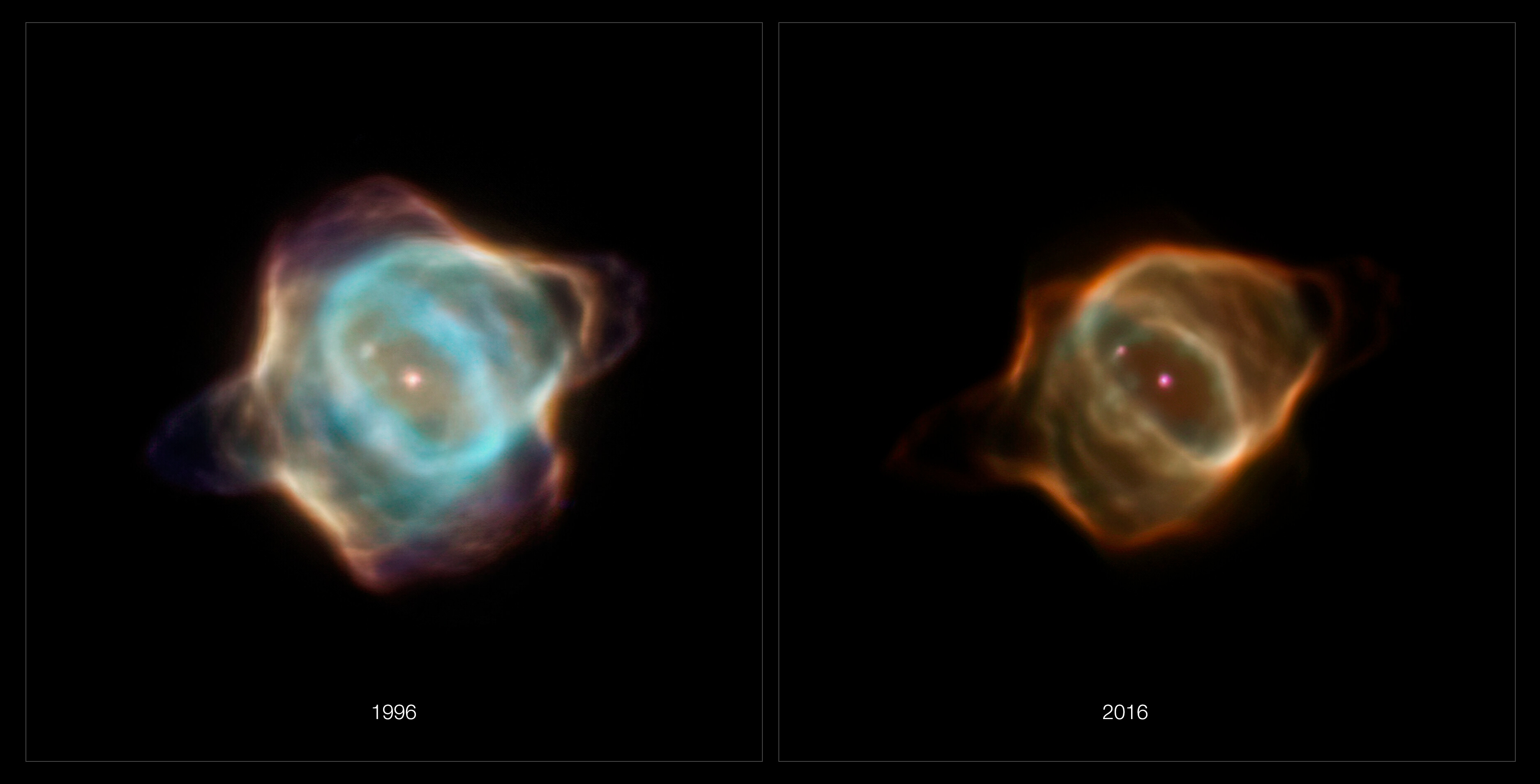
Två bilder tagna 1996 och 2016 visar hur nebulosan försvagas och ändrar form.

I januari 2021 upptäckte NASA att nebulosan hade bleknat sedan 1990-talet, då den nådde dess högsta ljusstyrka. Nebulosans positiva joner, som tidigare varit fotojoniserade, har rekombinerat med elektronerna. I ett uttalande från NASA sade en teammedlem, Martín A. Guerrero från Instituto de Astrofísica de Andalucía i Granada, Spanien: "Detta är väldigt, väldigt dramatiskt och väldigt konstigt. Det vi bevittnar är en nebulosas utveckling i realtid. Under en period av år ser vi variationer i nebulosan. Vi har inte sett det förut med den tydlighet vi får med denna vy."